# NGC 4908
NGC 4908 est une vaste galaxie elliptique située dans la constellation de la Chevelure de Bérénice. Sa vitesse par rapport au fond diffus cosmologique est de 5 251 ± 19 km/s, ce qui correspond à une distance de Hubble de 77,5 ± 5,4 Mpc (∼253 millions d'al). NGC 4908 a été découverte par l'astronome germano-britannique William Herschel en 1785.
À ce jour, 16 mesures non basées sur le décalage vers le rouge (redshift) donnent une distance de 111,881 ± 26,077 Mpc (∼365 millions d'al), ce qui est nettement à l'extérieur des valeurs de la distance de Hubble. Notons cependant que c'est avec la valeur moyenne des mesures indépendantes, lorsqu'elles existent, que la base de données NASA/IPAC calcule le diamètre d'une galaxie et qu'en conséquence le diamètre de NGC 4908 pourrait être d'environ 32,1 kpc (∼105 000 al) si on utilisait la distance de Hubble pour le calculer.
La désignation DRCG 27-143 est utilisée par Wolfgang Steinicke pour indiquer que cette galaxie figure au catalogue des amas galactiques d'Alan Dressler. Les nombres 27 et 143 indiquent respectivement que c'est le 27e amas de la liste, soit Abell 1656 (l'amas de la Chevelure de Bérénice), et la 143e galaxie de cet amas. Cette même galaxie est aussi désignée par ABELL 1656:[D80] 143 par la base de données NASA/IPAC, ce qui est équivalent. Dressler indique que NGC 4908 est une galaxie elliptique de type E.

## Quelques galaxies d'Abell 1656 dans la région

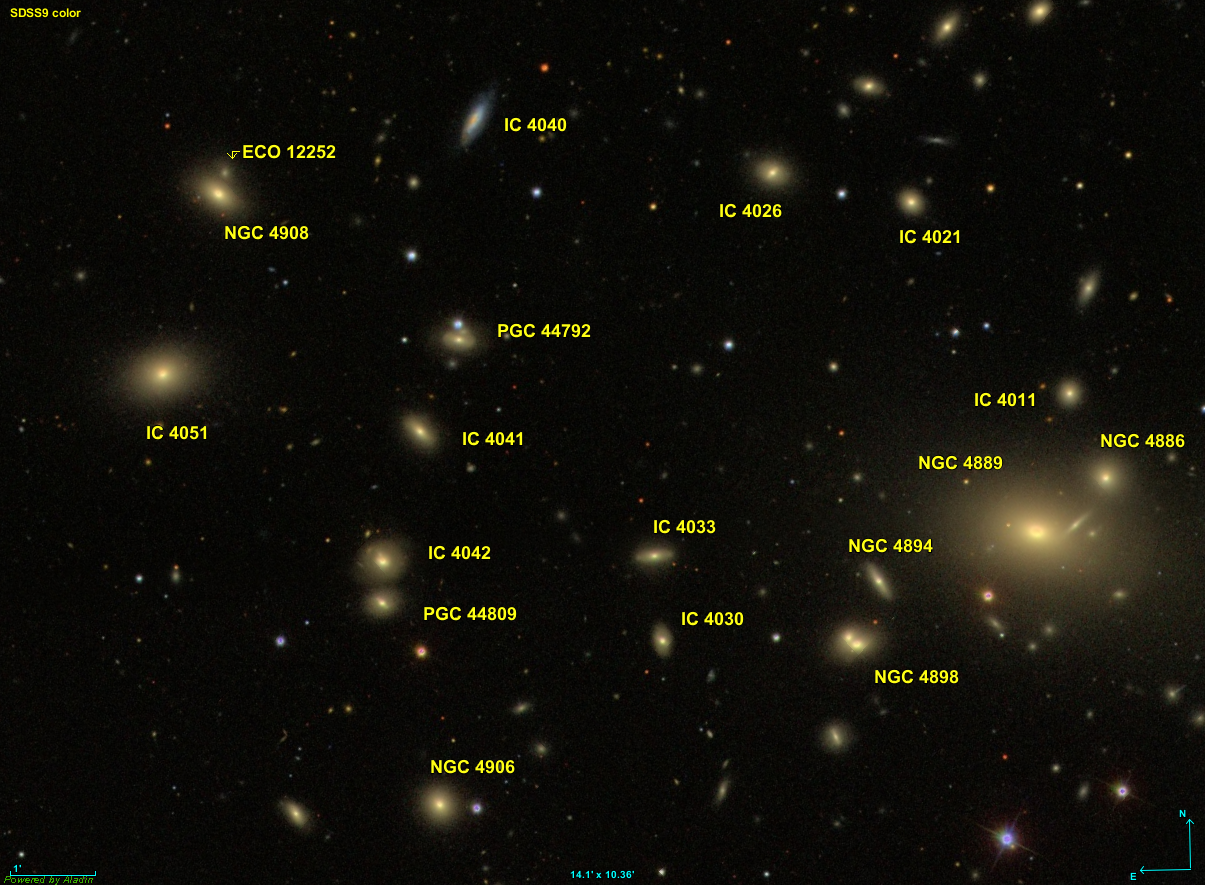
Quelques galaxies de l'amas de la Chevelure de Bérénice dans la région de NGC 4908.

Comme le montre l'image obtenue des données du relevé SDSS, plusieurs galaxies voisines NGC 4908 font partie de l'amas de la Chevelure de Bérénice. Sur cette image, seule NGC 4899 n'en fait pas partie. Toutes les autres galaxies apparaissent au catalogue de Dressler. Le tableau ci-dessous indique la correspondance entre les désignations courantes et les désignations employées par Dressler.
| Designation | DRCG                 |
| ----------- | -------------------- |
| IC 4011     | 27-150               |
| IC 4021     | 27-152               |
| IC 4026     | 27-170               |
| IC 4030     | 27-119               |
| IC 4040     | 27-169               |
| IC 4041     | 27-145               |
| IC 4042     | 27-116               |
| IC 4051     | 27-167               |
| NGC 4886    | 27-151               |
| NGC 4894    | 27-122               |
| NGC 4898    | 27-122               |
| NGC 4906    | 27-118               |
| PGC 44792   | ABELL 1656:[D80] 47  |
| PGC 44809   | ABELL 1656:[D80] 53  |
| ECO 12252   | ABELL 1656:[D80] 133 |